# Bajonetten 1

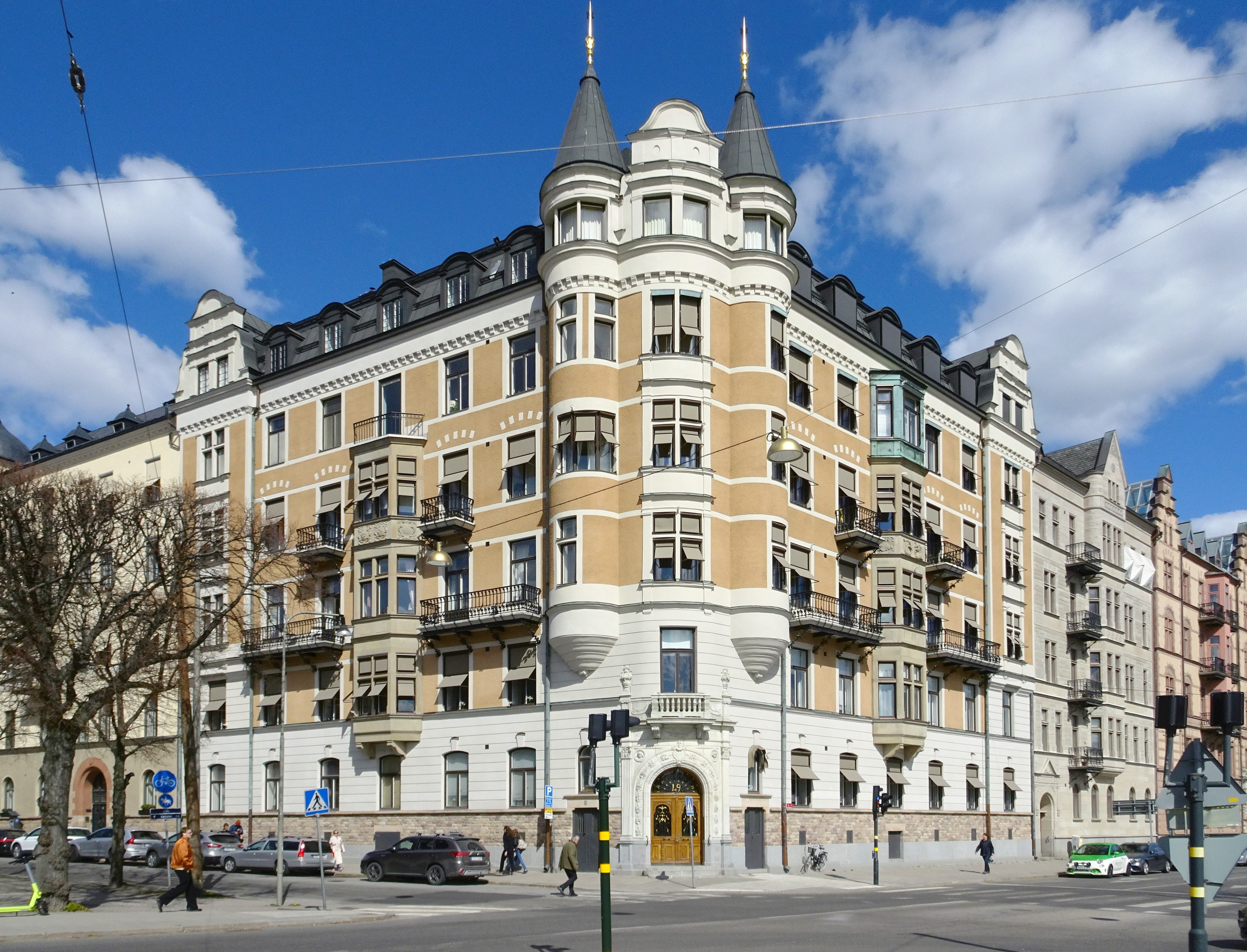
Strandvägen 49 / Narvavägen 1 i maj 2022.

Bajonetten 1 är en kulturhistoriskt värdefull fastighet i kvarteret Bajonetten vid hörnet Strandvägen 49 / Narvavägen 2 på Östermalm i Stockholm. Byggnaden uppfördes 1894–1895 efter ritningar av arkitekt Sam Kjellberg och är grönmärkt av Stadsmuseet i Stockholm vilket betyder "särskilt värdefull från historisk, kulturhistorisk, miljömässig eller konstnärlig synpunkt". Bajonetten 1 utgör tillsammans med Beväringen 5 (Strandvägen 47) en sorts portalbyggnader i förlängningen av Djurgårdsbron norrut vid Narvavägens början.

## Historik

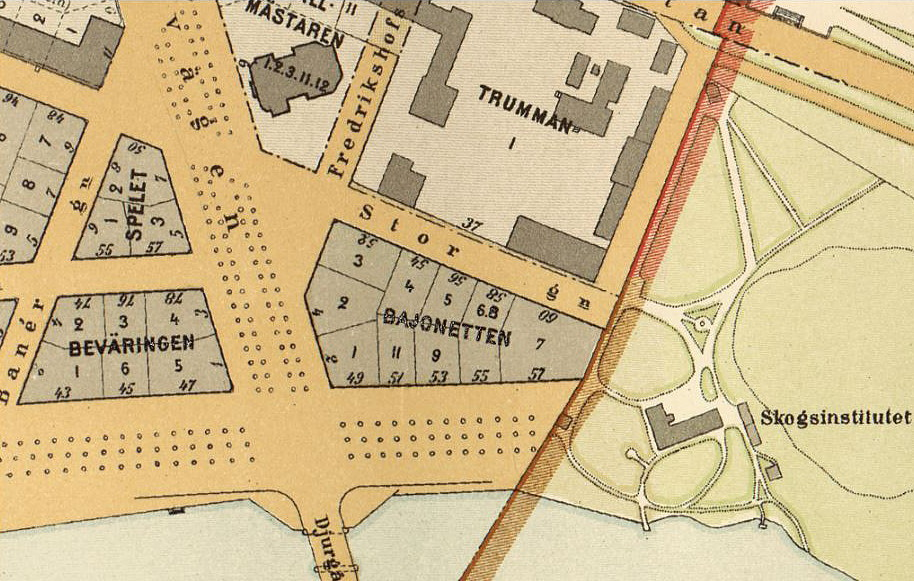
Kvarteret Bajonetten 1899.

Innan nuvarande kvarteret Bajonetten bildades på 1880-talet låg här Fredrikshov slotts park och trädgård som sträckte sig ner till Ladugårdslandsviken. Under 1890-talets första hälft förvärvade grosshandlaren Isaak Hirsch detta område från Kronan. En första stadsplan för Bajonetten fastställdes redan 1861, följd av ändrade stadsplaner 1885 och 1911 samt planen från 1940 som fortfarande gäller.
Hirsch var en av Stockholms stora fastighetsspekulanter och lär ha sagt: "Aldrig bygga, bara köpa och sälja". Men ibland lät han även bygga och han var direkt eller indirekt inblandad i tillkomsten av tio av de totalt 35 fastigheterna längs Strandvägen 1–67. 
I kvarteret Bajonetten lät han bebygga hela kvarterets sydvästra hörn (fastigheterna nr 1, 2, 9 och 11). Hirsch bosatte sig själv i det praktfulla hörnhuset två trappor upp och hade även sitt kontor där med storslagen utsikt över Djurgårdsbron, Ladugårdslandsviken, Djurgårdsbrunnsviken och delar av Djurgården. Sonen Axel Hirsch skrev: "Från hans balkong fick familjen åskåda alla möjliga tåg och processioner, parader och korteger, varvid det serverades förfriskningar i salongen".

## Byggnadsbeskrivning

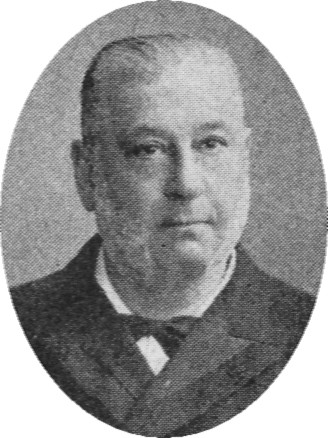
Byggherren Hirsch.

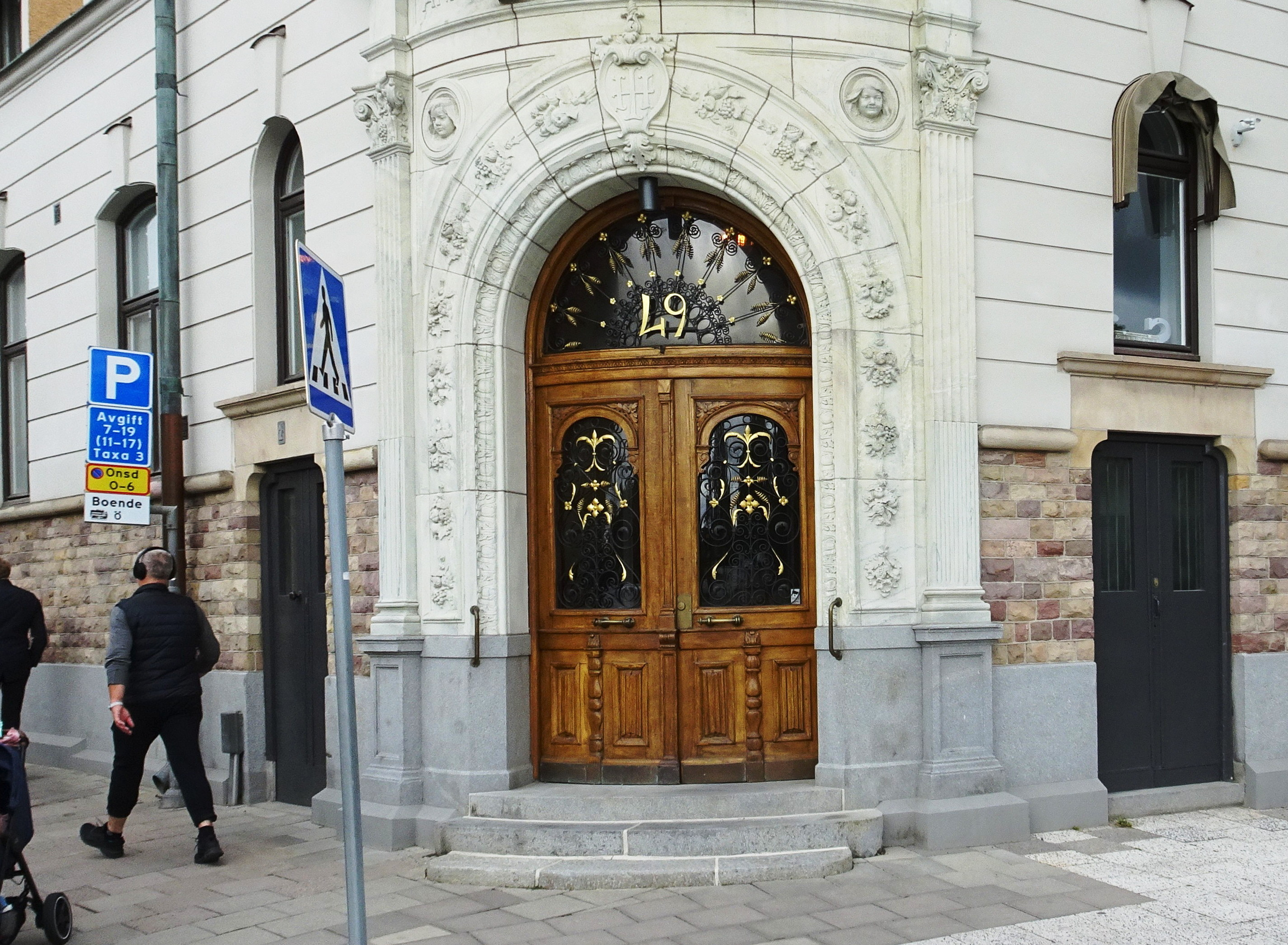
Den rikt skulpterade entrén från hörnet.

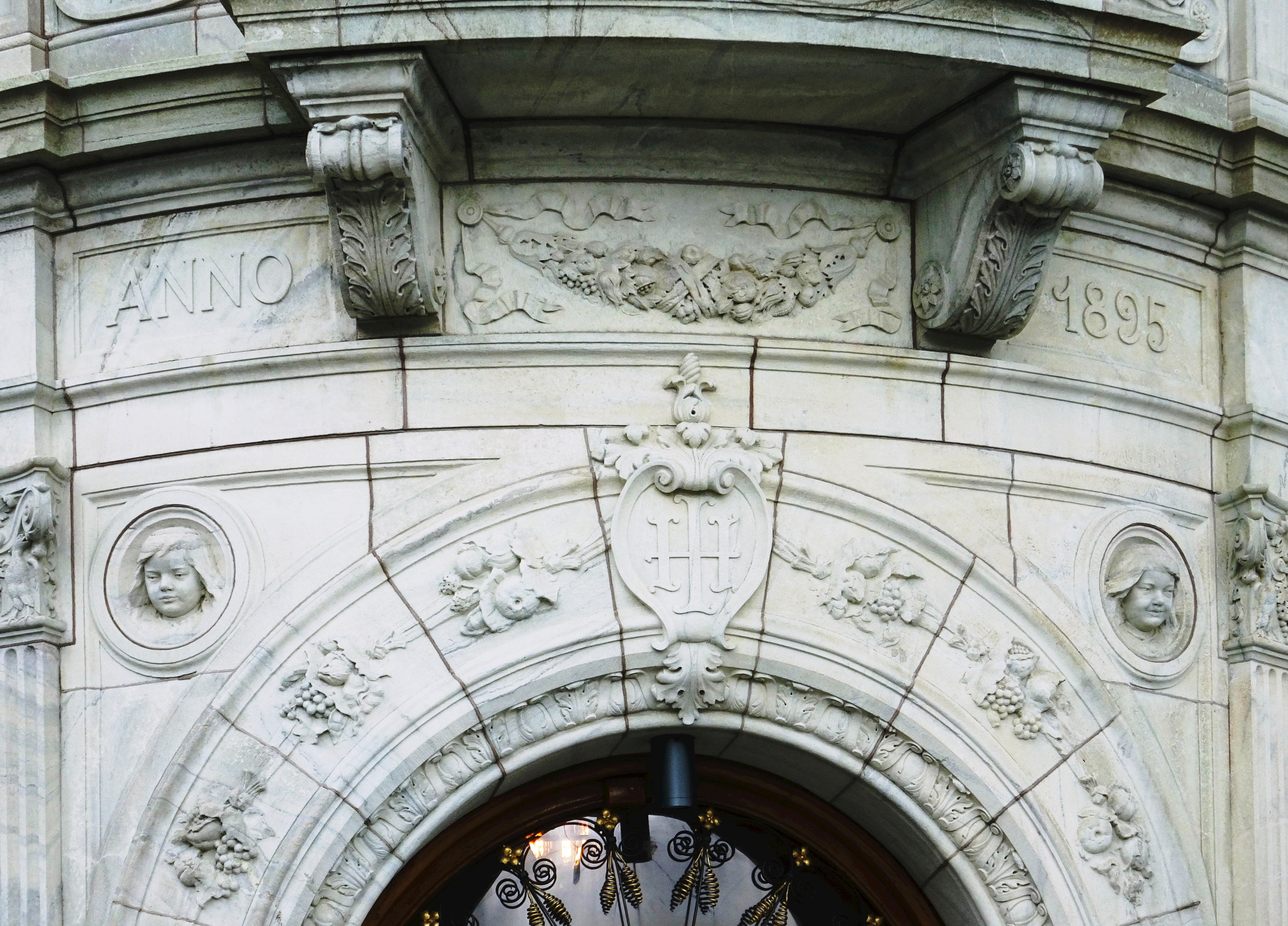
Portalen med Isaak Hirschs initialer "IH".

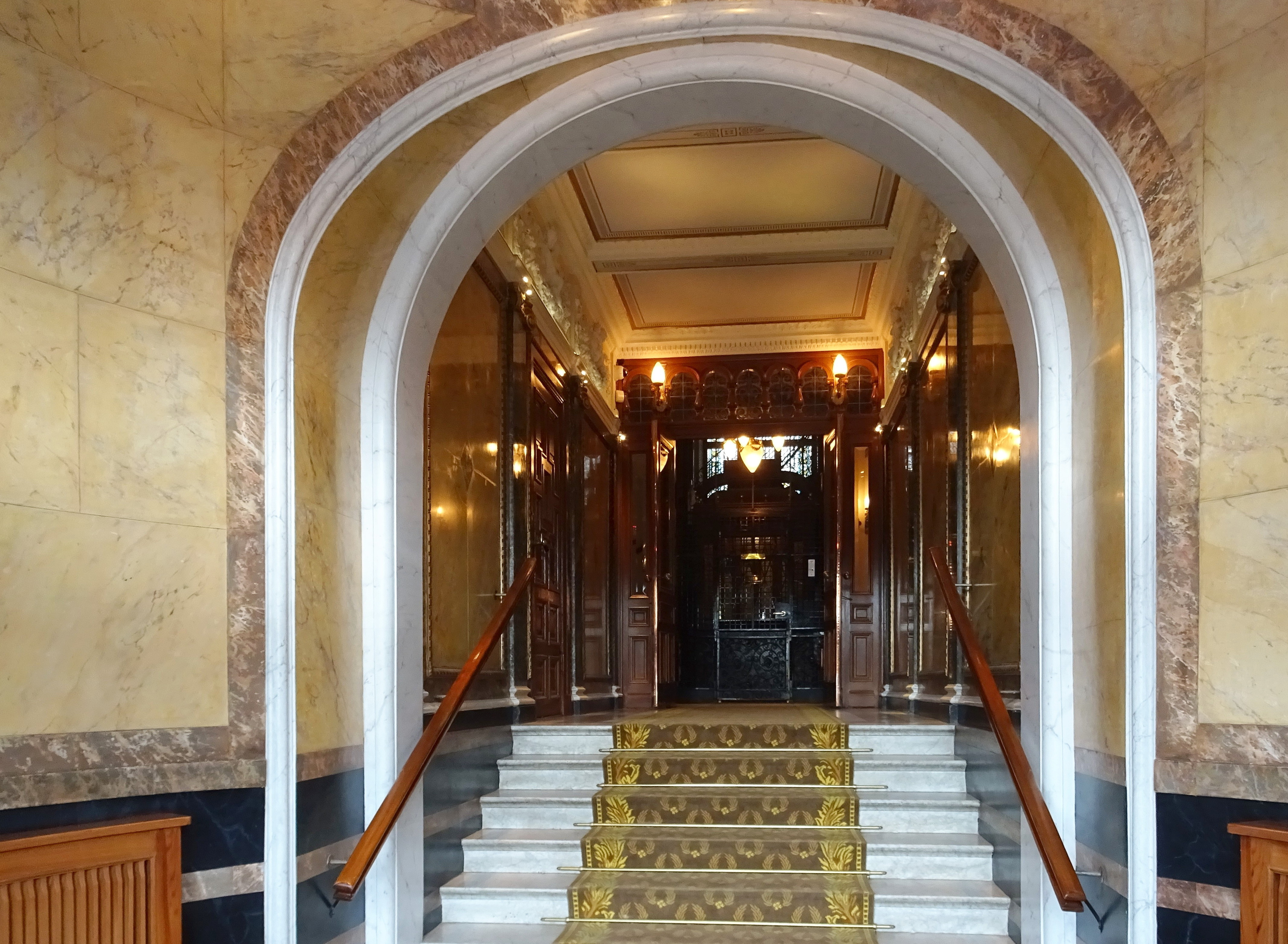
Entréhallen.

Isaak Hirsch arbetade ihop med olika arkitekter. Gällande Bajonetten 1 valde han Sam Kjellberg, som även stod som arkitekt för nr 2, 9 och 11. Byggmästare var Oscar Herrström som tidigare byggt Sergeanten 7 (Strandvägen 39) för Hirsch. Byggnaden uppfördes i fem våningar samt källare. Grunden består av gammal sjöbotten efter Ladugårdslandsviken och fick förstärkas genom omfattande pålning.
Husets runda hörn mot sydväst flankeras av två rundade burspråk. De är fyra våningar höga och krönta av var sin spetsiga tornhuv samt formgivna som två hörntureller. Under takfoten och runt hörnarrangemanget löper ett tandsnitt som ger huset ett borgliknande utseende. Mot grannfastigheterna avslutas fasaden med ett något framträdande fasadparti som avslutas av en gavelfronton över taket. Ytterligare burspråk finns mitt på de båda gatufasaderna. 
Huvudentrén placerades i hörnet och har en mycket rikt utsmyckad portalomfattning i natursten. Träporten, som är svagt rundad, är glasad och försedd med ett dekorativt smidesarbete. Över Porten märks en kartusch med initialerna ”IH” vilka står för Isaak Hirsch och inte för "Inga Hyror" som en del skämtsamma Stockholmare påstod.
Gatufasadens yta består av sprit- och slätputs i två kulörer; ockra respektive vit, vilket motsvarar den ursprungliga färgsättningen som återställdes vid en fasadrenovering år 2019. Den höga källarvåningen markerar sig utåt genom grovhuggen sandsten. Högsockeln utfördes med kvaderfogar. Burspråken kläddes av natursten. 

### Interiör
Den ursprungliga lägenhetsfördelningen var två stora bostäder per våningsplan. De är symmetriska med huvudtrapphuset i centrum och sträcker sig med flyglar och var sin kökstrappa inåt innergården. Planlösningen är spegelvänd identisk och omfattar åtta respektive nio rum och kök. Därtill kom en rymlig hall och ett litet tornrum. Det nionde rummet avser hörnrummet och hörde till Strandvägslägenheten. 
Det fanns badrum och avträde direkt från början i lägenheterna. På bottenvåningen låg en liten portvaktslägenhet om ett rum och kök. Hiss och elektrisk belysning (i trapphuset) fanns redan från början. 1922 inreddes vinden med två stora lägenheter om sex respektive sju rum och kök. I samband med det höjdes taket något som även påverkade fasadens utseende. För ritningarna stod arkitekt Gustav Adolf Falk. 1933 drogs centralvärme in och de sanitära utrymmena moderniserades.
I Dagens Nyheter av den 28 maj 1895 fanns följande annons införd:
| ” | I Hirschs egendom, 49 Strandvägen 49 finnas att hyra från den 1 Oktober Våningar om 7, 8, 9 rum och kök förutom bad- och toalettrum, med härligaste utsikten öfver Staden, Skeppsholmen och Djurgården. I egendomen finnes personhiss samt elektrisk belysning. Våningarna blifva eleganta med nutidens alla bekvämligheter. Lägenheterna blifva färdiga till inflyttning den 15 Sept, d.å. och kunna de samma beses kl. 10–11 f.m. samt 1–3 e.m. | „ |

### Originalritningar

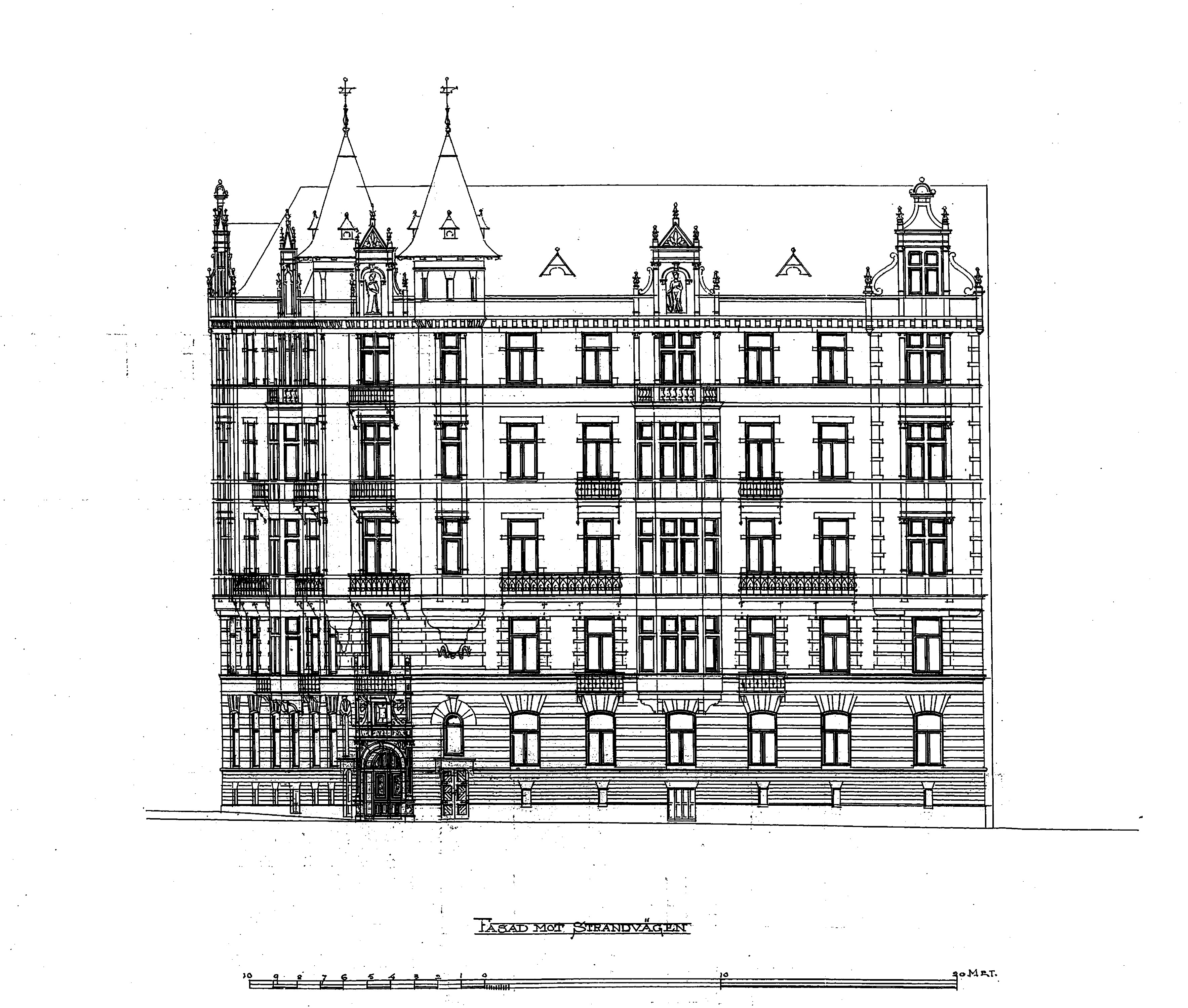
Fasad mot Strandvägen.
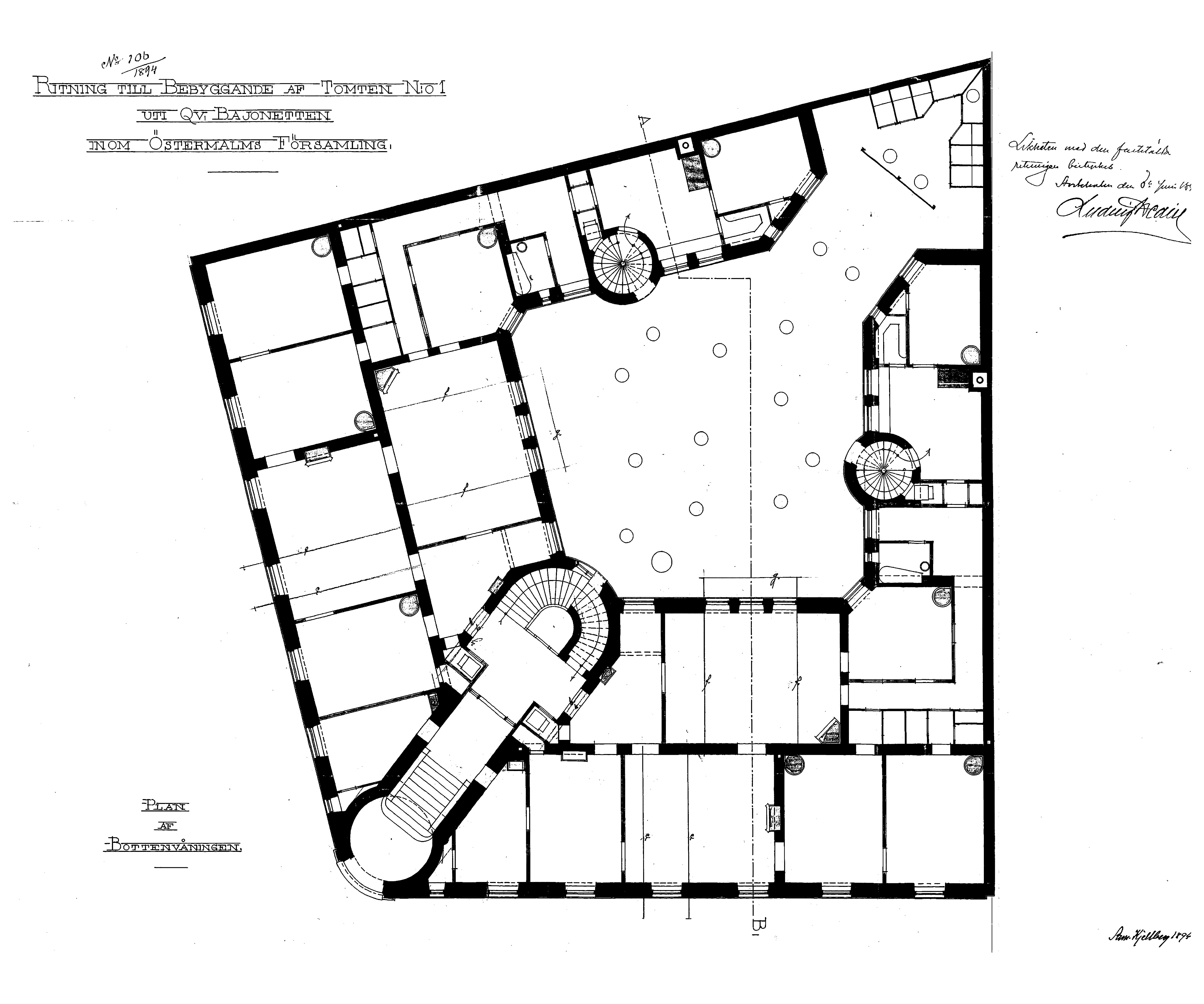
Bottenvåning.
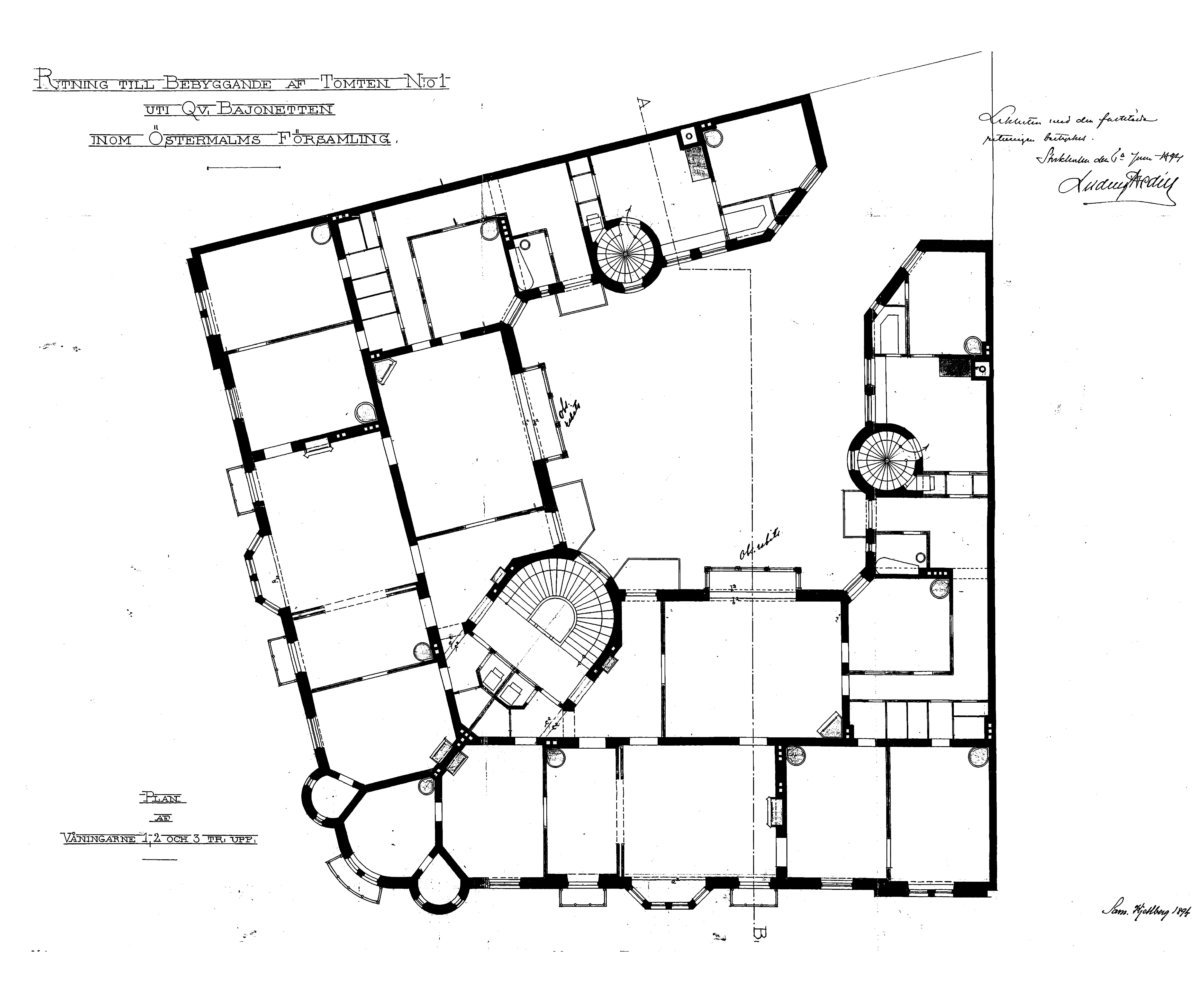
Våning 1-3 trappor.
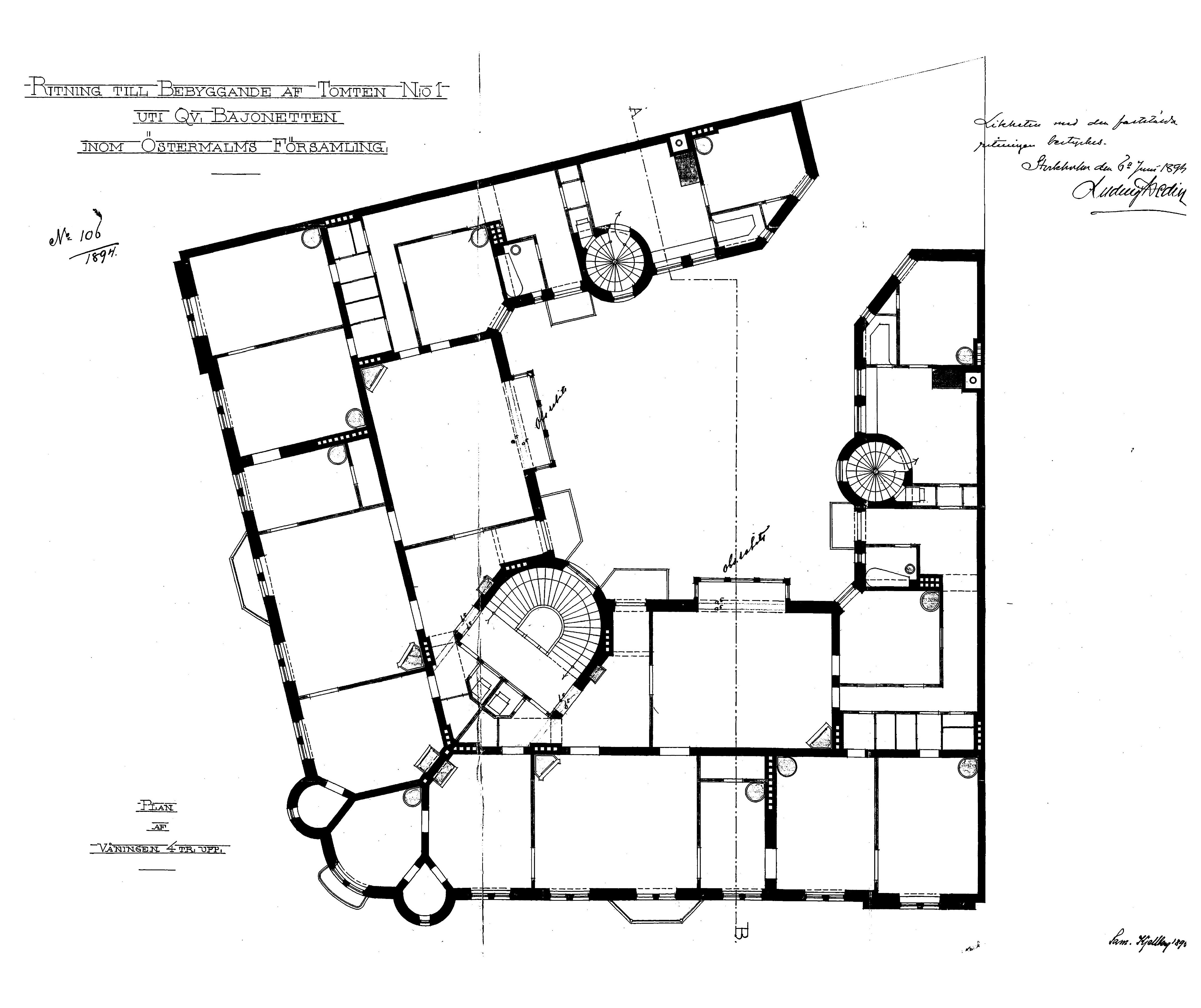
Våning 4 trappor.
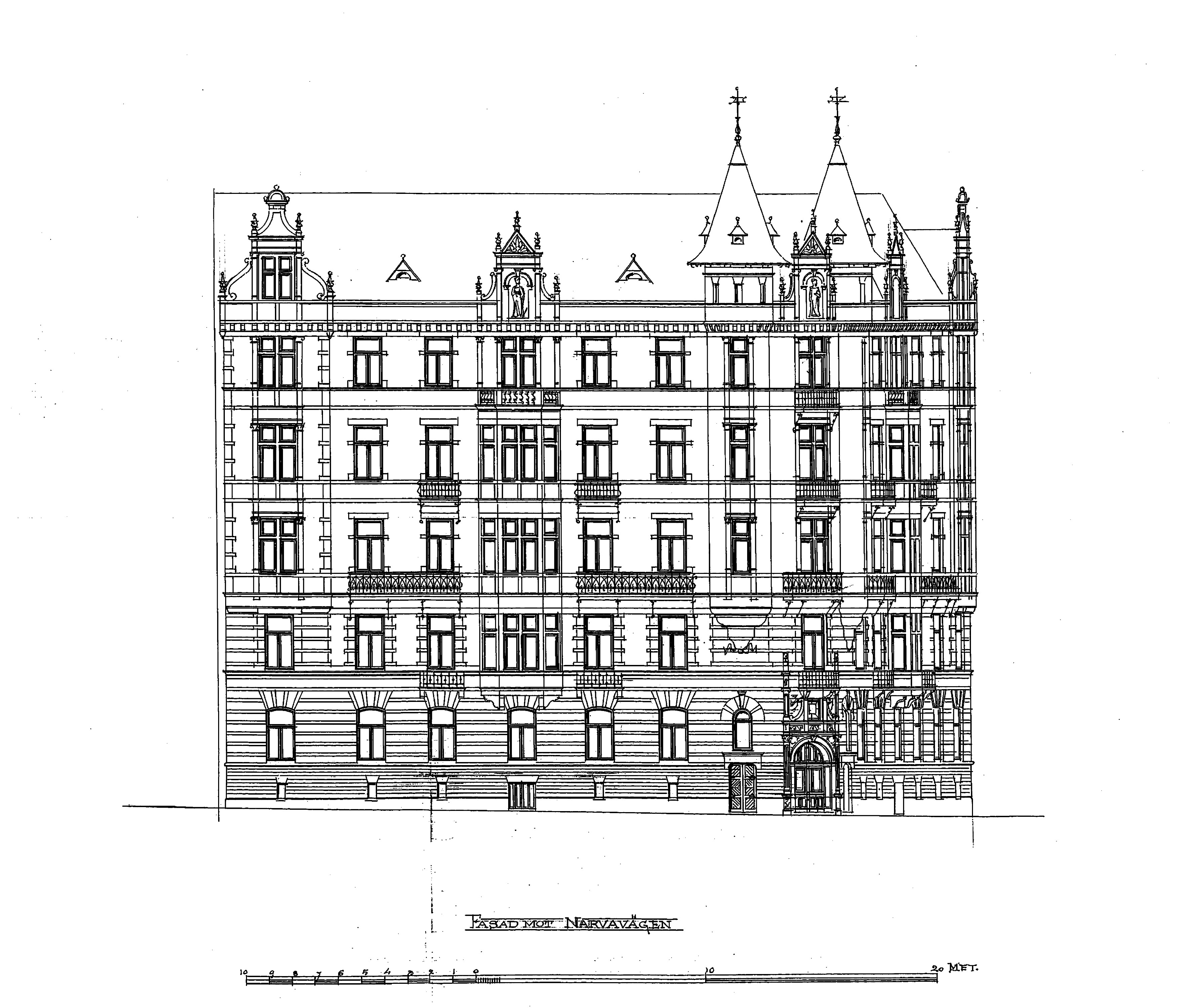
Fasad mot Narvavägen.

### Ägare
Isaak Hirsch bodde på Strandvägen 49 fram till sin död 1917, men redan 1902 hade han sålt fastigheten till grosshandlaren Nils Valley som i sin tur sålde den 1907 till ryttmästaren H. von Essen. År 1919 bildades Bostadsföreningen Strandvägen 49 u.p.a. som fortfarande står som ägare.

### Noter

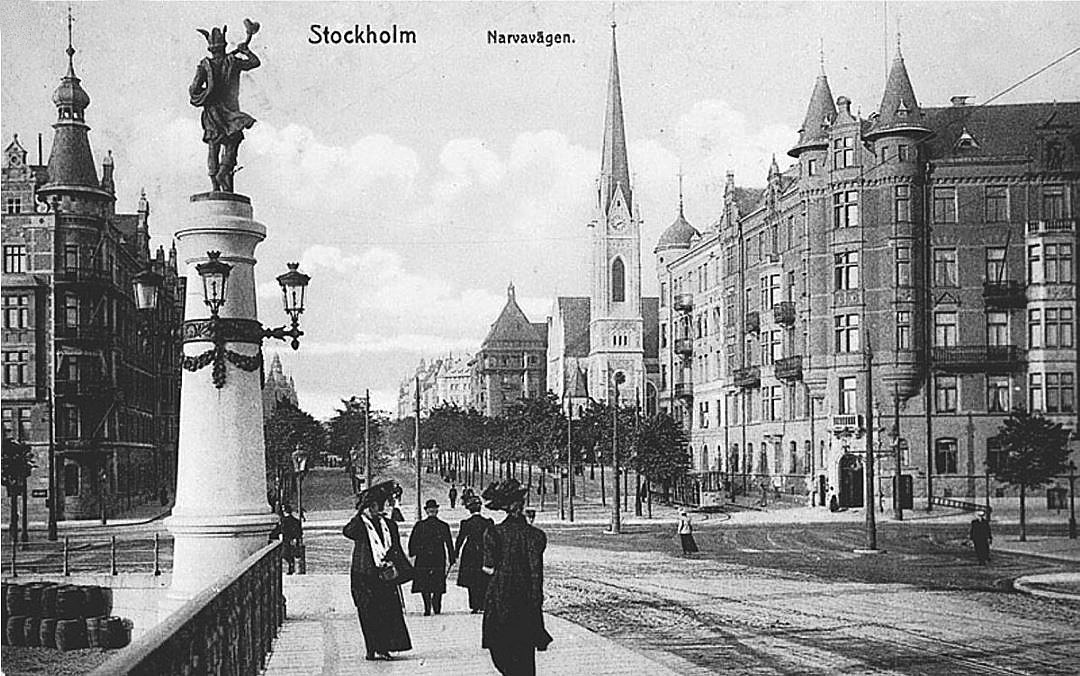
Narvavägen norrut från Djurgårdsbron på ett vykort från 1907. Till vänster fastigheten Beväringen 5, till höger Bajonetten 1.